# Józef Bakalarski

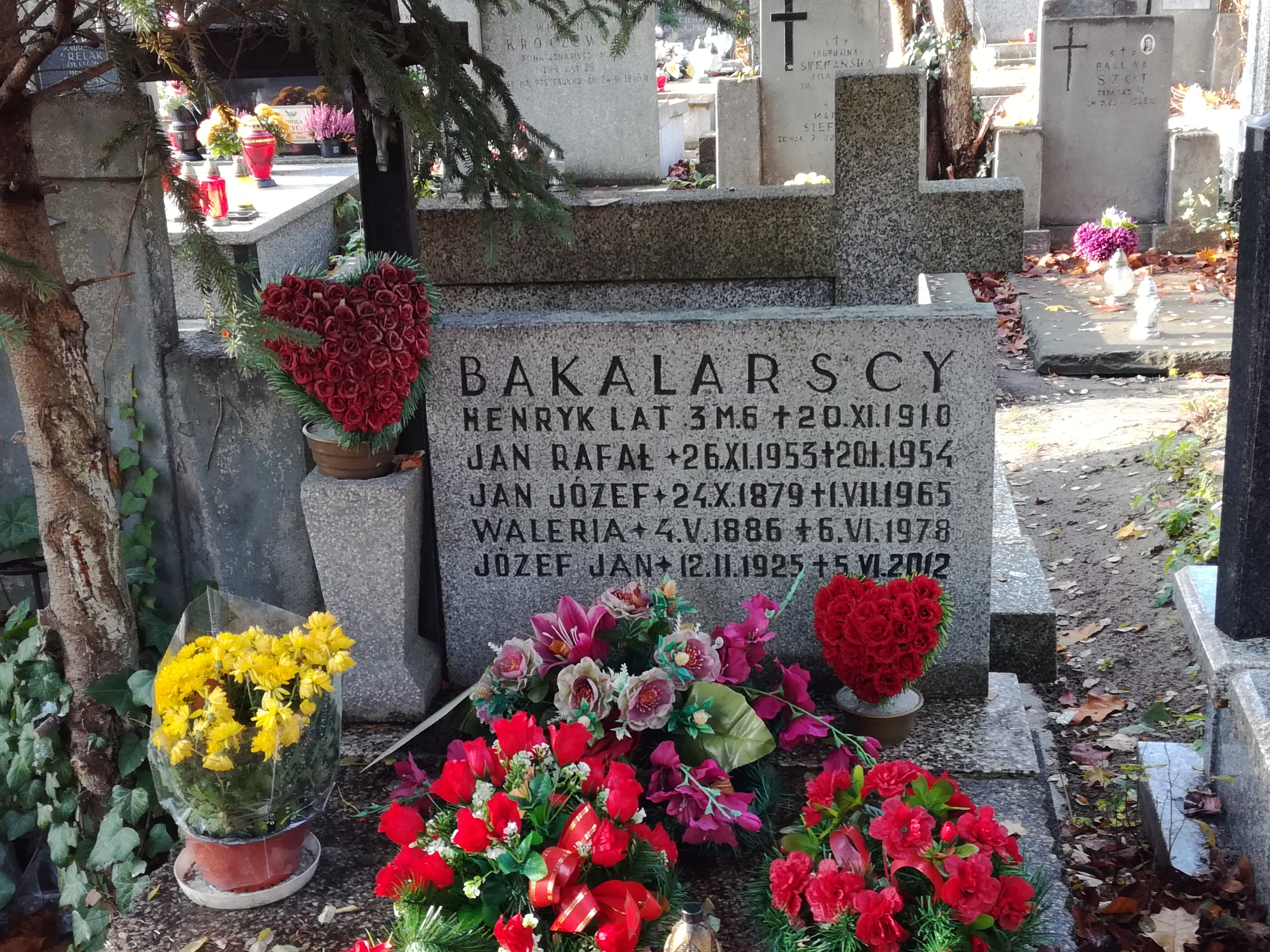
Grób Józefa Bakalarskiego na cmentarzu Bródnowskim

Józef Bakalarski (ur. 12 lutego 1925 w Warszawie, zm. 5 czerwca 2012 tamże) – polski operator filmowy, wspinacz.

## Biografia
Józef Bakalarski urodził się w Warszawie 12 lutego 1925 roku. Zawodowo od 1959 był związany z Wytwórnią Filmów Dokumentalnych i Fabularnych, gdzie pracował przy realizacji filmów dokumentalnych. W 1971 uczestniczył w Pierwszej Polskiej Wyprawie w Andy Peruwiańskie, podczas której razem z ekipą zdobył Nevado Pisco w Cordillera Blanca, Nevado Ticlio w Cordillera Central oraz Nevado Chachani w Cordillera Volcanic. Został za to uhonorowany przez Ministra Spraw Zagranicznych nagrodą za rozsławienie imienia Polski na świecie. W 1980 uczestniczył w zimowej wyprawie na Mount Everest, gdzie mimo bardzo trudnych warunków udało mu się zebrać pełny materiał zdjęciowy na obszerny reportaż. Po dziewiętnastu latach został wyróżniony nagrodą zespołową Super Kolosa.
Należał do Stowarzyszenia Filmowców Polskich i Polskiego Związku Alpinizmu. Zmarł w Warszawie 5 czerwca 2012 roku. Pochowany na cmentarzu Bródzieńskim w Warszawie (kwatera 25C-1-21).